# Rajka srpozobá
Rajka srpozobá (Epimachus fastosus) je velký pták z lesů z Nové Guiney. Kvůli pokračujícím ztrátám přirozeného prostředí a v některých oblastech i díky lovu pro maso a pera je rajka srpozobá zařazena mezi zranitelné druhy.

## Charakteristika
Samci dosahují díky svým dlouhým ocasním perům až 110 cm na délku a jsou tak nejdelšími z rajkovitých, ačkoli rajka kadeřavá má delší tělo. Mají červenou duhovku a načernalý zobák ve tvaru podobném srpu, díky kterému vznikl jeho název. Koutky u zobáku jsou žluté. Mají černé peří s modrými, zelenými a fialovými šupinkami, které peří připomínají. Jsou polygamní, předvádějí se s prsními chocholy načepýřenými až u hlavy, zaujmou samice tak, spáří se s co největším počtem, ale o mláďata se dále nestarají.
Samičky jsou vzrůstem menší než samci, mají hnědou duhovku, stejný tvar zobáku, žluté koutky, ale daleko méně nápadné zbarvení. Jejich hnědočerné tělo neupoutává pozornost a je pak menší šance, že až bude samice s mláďaty, napadne ji nepřítel.

## Křížení
Ve volné přírodě se ptáci křížili s rajkou strakovitou a vytvářeli potomstvo, které bylo považováno za samostatný druh, anglicky nazývaný Elliot's Sicklebill (Epimachus ellioti). Zatímco někteří věří, že se jedná o platný druh, který je možná kriticky ohrožený nebo vyhynulý, většina významných ornitologů jej vnímá jako hybrid.